# Annona paraensis
Annona paraensis este o specie de plante angiosperme din genul Annona, familia Annonaceae, descrisă de Robert Elias Fries. Conform Catalogue of Life specia Annona paraensis nu are subspecii cunoscute.